# Residens
|  | Wiktionary har en ordboksartikel om residens. |

Residens är en bostad avsedd för officiellt tjänstebruk av statschef, regeringschef eller annan civil, militär eller kyrklig högre ämbetsman. Inom diplomati avses särskilt ambassadörens tjänstebostad, som kan rymmas inom ambassadbyggnaden eller i en annan byggnad.
Residens kan även avse tjänstebostad, ämbetsbyggnad och sätesort för en regional myndighetsutövare. I Sverige används residensstad för de orter där respektive läns länsstyrelse har sitt säte, medan residenset avser landshövdingens residensbostad. I Kejsardömet Ryssland avsåg residens centrum för ett större förvaltningsområde såsom guvernementen, men också dess ämbetsbyggnad och styresmannens tjänstebostad. Under kejsardömet kunde även de båda huvudstäderna Sankt Petersburg och Moskva betecknas som residensstäder.

## Diplomati
I Wienkonventionen om diplomatiska förbindelser finns särskilda regler för ambassadörens residens. Precis som själva ambassaden är även residenset skyddat genom exterritorialrätten.
Praktiskt spelar residens även en roll för att hysa delar av ambassadens sociala och kulturella evenemang.

## Kulturella residensvistelser
Inom kulturvärlden används begreppet residens eller residensvistelse (från engelskans residency) även då en kulturutövare eller grupp som en stipendieliknande hedersbetygelse inbjuds av en kulturverksamhet, kommun eller liknande att under en begränsad tid få gästboende och samverkan med värdverksamheten med betald arbetsro för att fördjupa sig eller utveckla nya projekt.
Inom Sverige och EU finns sedan 1990-talet även den speciella residensformen fristad, där kommuner eller liknande parter erbjuder något års skydd och arbetsro för i sina hemländer utsatta kulturutövare, så kallade fristadsförfattare etc, som en form av tillfällig asyl.

## Exempel på residens

### Brasilien
- Palácio da Alvorada, residens för Brasiliens president i Brasilia.

### Danmark
- Amalienborg, den danska kungens huvudresidens.
- Bispegården, biskopen av Köpenhamns residens.
- Marienborg, den danska statsministerns officiella residens i Lyngby-Tårbæk.

### Finland
- Statschefen

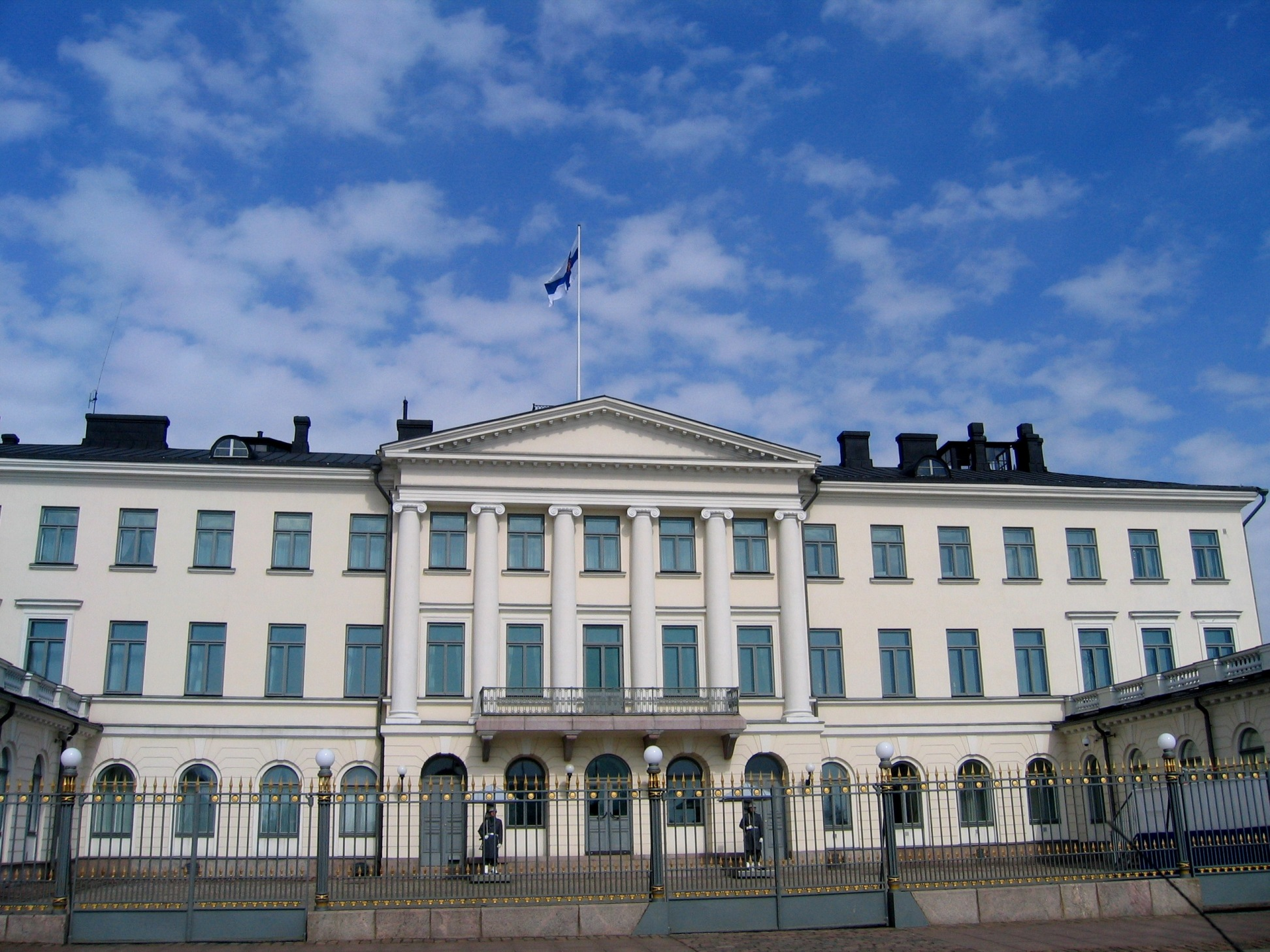
Presidentens slott i Helsingfors.

  - Villa Ekudden, före detta officiellt residens för Finlands president, nu museum över president Urho Kekkonens residens.
  - Presidentens slott, officiellt residens och representationsbyggnad för Finlands president i Helsingfors.
  - Talludden, residens för Finlands president i Helsingfors.
- Statsministern
  - Villa Bjälbo, officiellt residens för Finlands statsminister i Helsingfors.
- Andra ämbetsmän
  - Brummerska huset, officiellt residens för Helsingfors borgmästare i Helsingfors.

### Frankrike
- Élyséepalatset, officiellt residens för Frankrikes president i Paris.
- Hôtel Matignon, officiellt residens för Frankrikes premiärminister, Paris.
- Palais du Luxembourg, säte för Franska senaten och residens för dess president, Paris.

### Italien

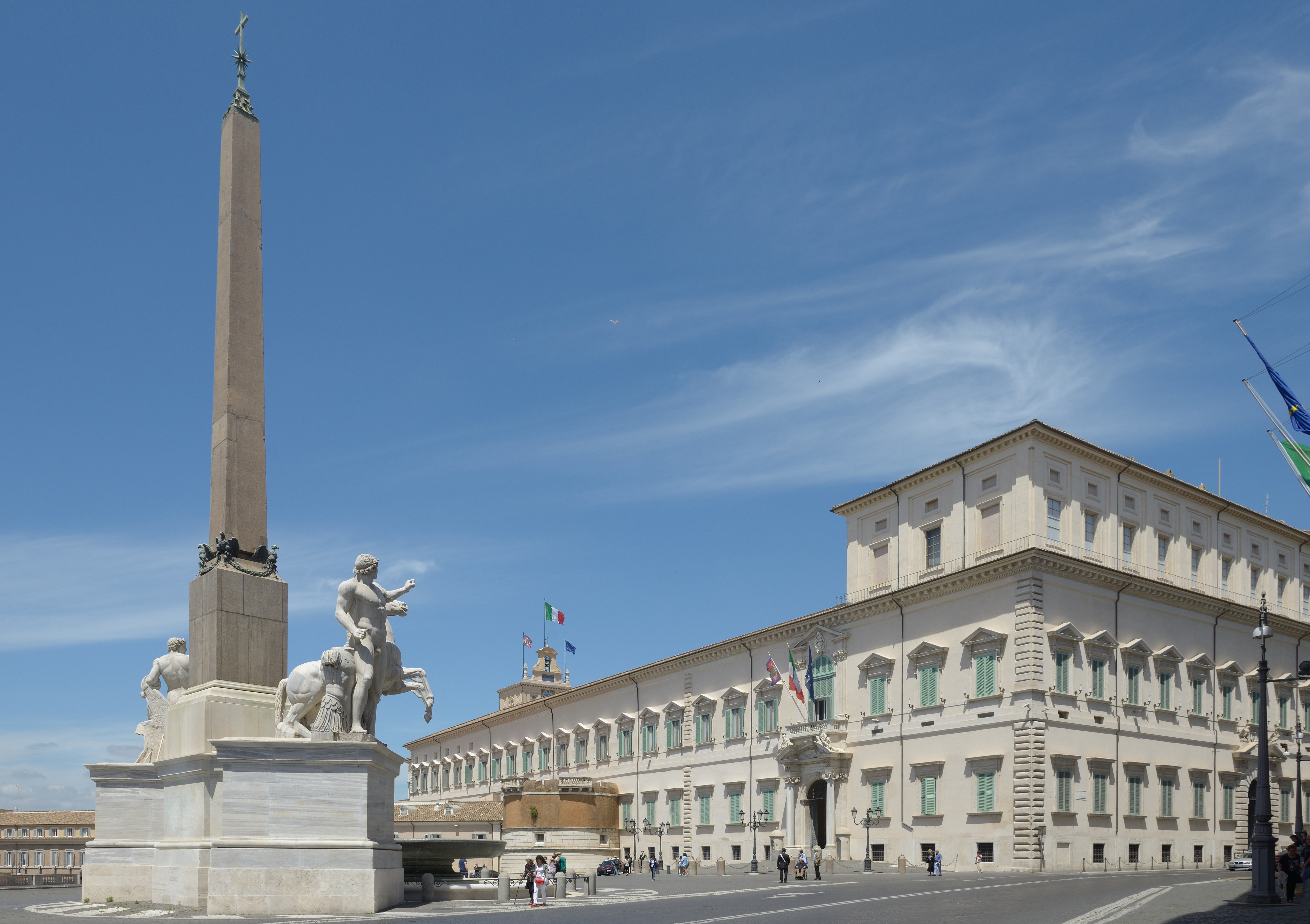
Quirinalpalatset i Rom.

- Quirinalpalatset, residens för Italiens president i Rom.
- Palazzo Chigi, residens för Italiens konseljpresident i Rom.

### Nederländerna
- Noordeinde, den nederländska kungens huvudresidens i Haag.

### Norge
- Kungliga slottet, den norska kungens huvudresidens i Oslo.
- Gamlehaugen, kungens residens i Bergen.
- Skaugum gard, norska kronprinsfamiljens residens sydväst om Oslo.

### Spanien
- Palacio Real de Madrid, den spanska kungens officiella residens i Madrid.
- Zarzuelapalatset, den spanska kungafamiljens faktiska residens, det vill säga daglig arbetsplats och bostad, Madrid.

### Storbritannien
- Statschefen och kungafamiljen

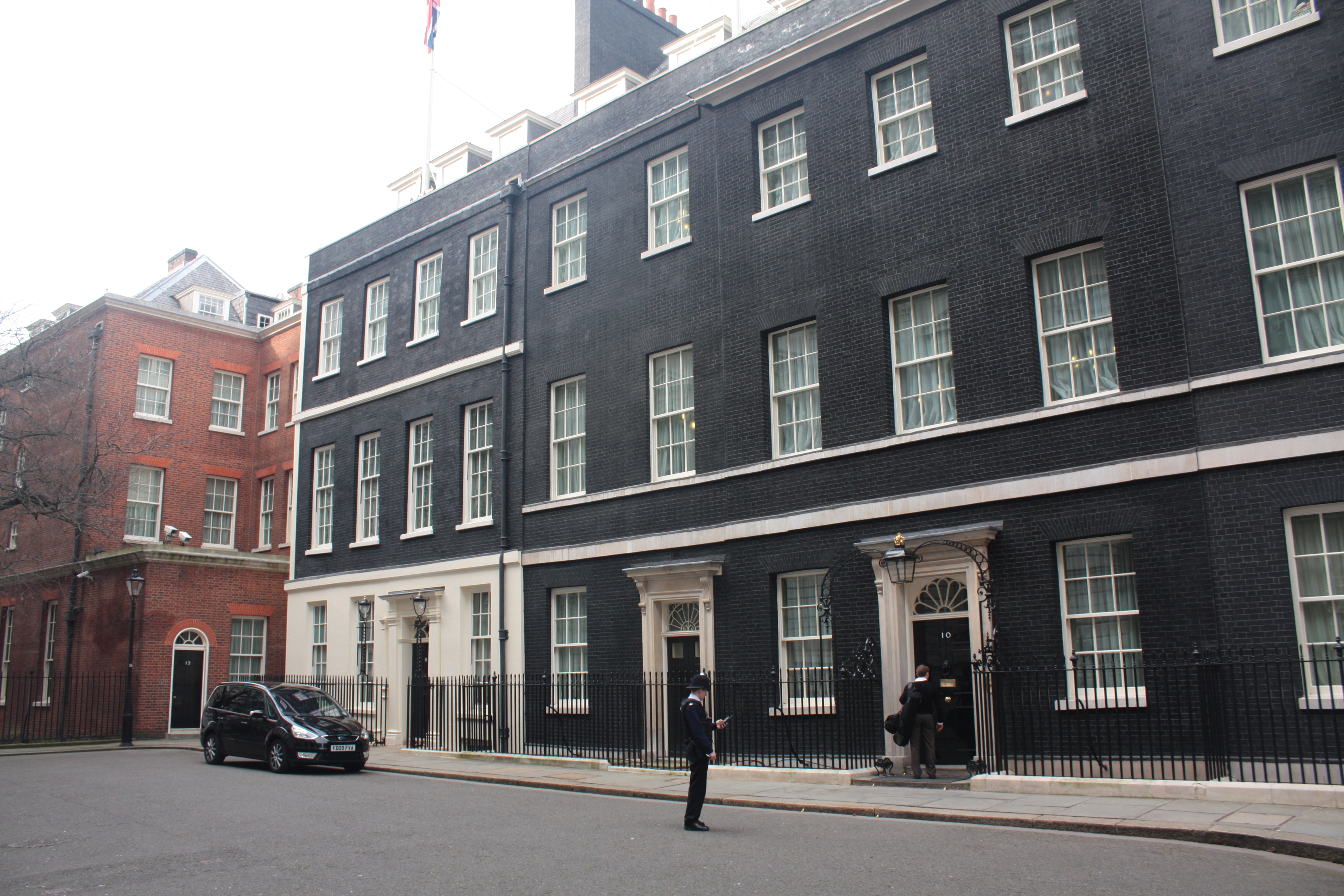
10 Downing Street i London.

  - Buckingham palace, den brittiska kungens officiella residens, i London.
  - Clarence House, kungens och drottningens residens och bostad, London.
  - Hillsborough Castle, kungens officiella residens i riksdelen Nordirland, i Hillsborough, County Down.
  - Kensington Palace, kronprisfamiljens, hertigens och hertiginnans av Gloucesters samt prins och prinsessan Michael av Kents respektive residens, London.
  - Palace of Holyroodhouse, kungens officiella residens i riksdelen Skottland, i Edinburgh.
  - Windsor Castle, kungens officiella lantresidens (country residence) i Windsor, Berkshire.
- Regeringen
  - 10 Downing Street, officiellt residens för Storbritanniens premiärminister i London.
  - Chequers, rekreationsbyggnad för Storbritanniens premiärminister i Buckinghamshire.
  - Hillsborough Castle, officiellt residens för Storbritanniens minister för Nordirland i i Hillsborough, County Down.
- Engelska kyrkan
  - Lambeth Palace, ärkebiskopens av Canterbury residens i London.
  - Old Palace, ärkebiskopens av Canterbury residens vid Canterbury Cathedral, Canterbury.

### Sverige
- Statschefen och kungafamiljen

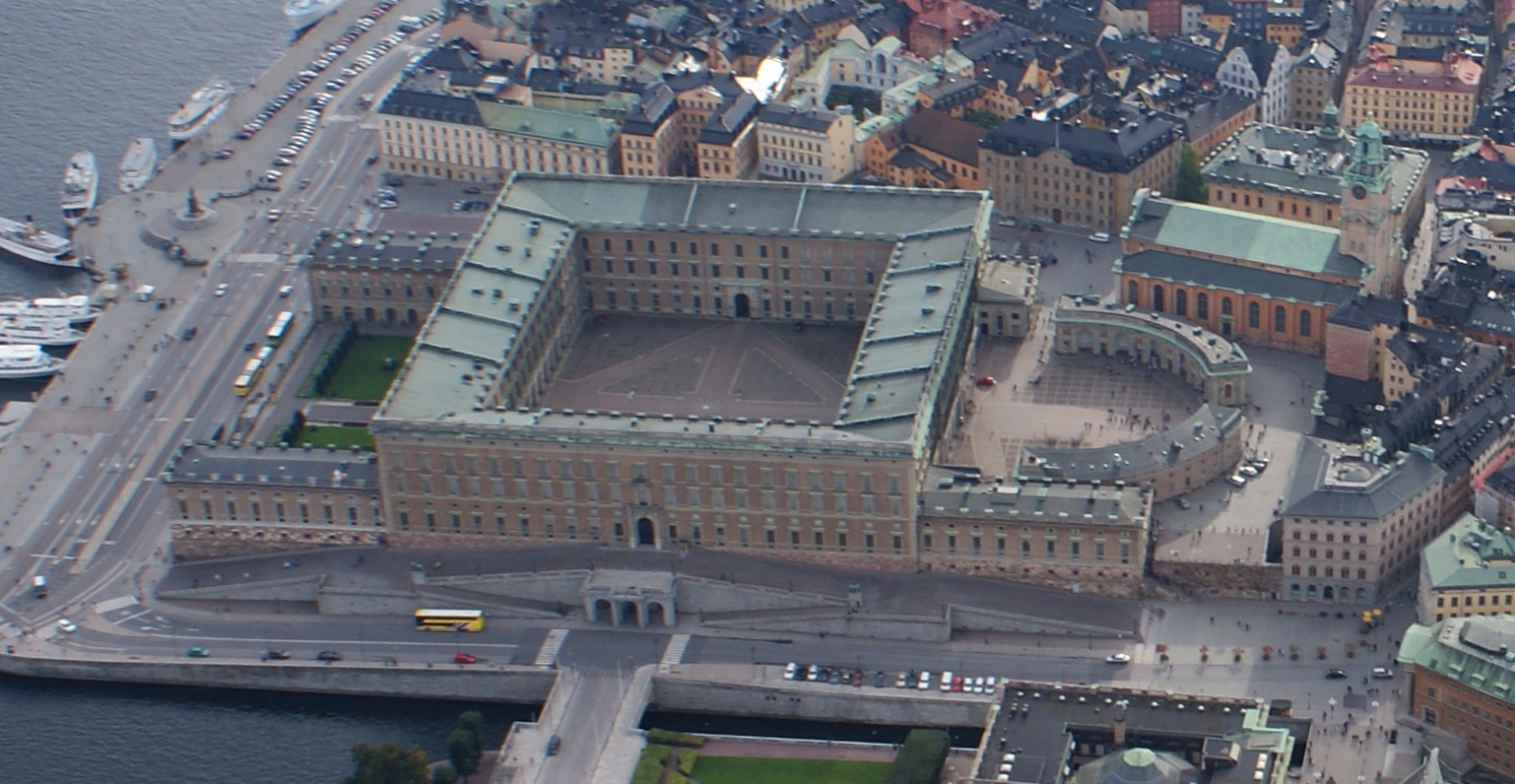
Stockholms slott.

  - Drottningholms slott, svenska kungens residens på Ekerö.
  - Haga slott, Kronprinsessan Victorias residens i Solna.
  - Stockholms slott, den svenska kungens officiella residens i Stockholm.
- Regeringschefen
  - Sagerska palatset, residens för Sveriges statsminister i Stockholm.
  - Harpsund, rekreationsbyggnad för Sveriges statsminister.
- Landshövdingarna
  - Gävle slott, residens för landshövdingar i Gävleborgs län.
  - Halmstads slott, residens för landshövdingar i Hallands län.
  - Linköpings slott, residens för landshövdingar i Östergötlands län.
  - Residenset i Härnösand, residens för landshövdingar i Västernorrlands län.
  - Residenset i Visby, residens för landshövdingar i Gotlands län.
  - Tessinska palatset, residens för landshövdingar i Stockholms län.
  - Uppsala slott, residens för Landshövdingar i Uppsala län.
  - Västerås slott, residens för landshövdingar i Västmanlands län.
  - Örebro slott, residens för landshövdingar i Örebro län.
- Svenska kyrkan
  - Ärkebiskopsgården i Uppsala, officiellt residens för ärkebiskopen i Uppsala stift
  - Biskopsgården, Linköping, officiellt residens för biskopen i Linköpings stift
  - Östrabo biskopsgård är officiellt residens för biskopen i Växjö stift samt kanslilokal för stiftet.
  - Biskopsgården, Karlstad är officiellt residens för biskopen i Karlstad stift
- Diplomatiska kåren
  - Brittiska residenset i Stockholm
  - Villa Hjorth, Turkiets ambassadörs residens i Stockholm
  - Villa Wikström, Sydkoreas ambassadörs residens i Stockholm
  - Villa Åkerlund, USA:s ambassadörs residens i Stockholm

### Tjeckien
- Pragborgen, residens för Tjeckiens president i Prag

### Tyskland
- Schloss Bellevue, residens för Tysklands president i Berlin.

### USA
- Statschefen och vice statschefen

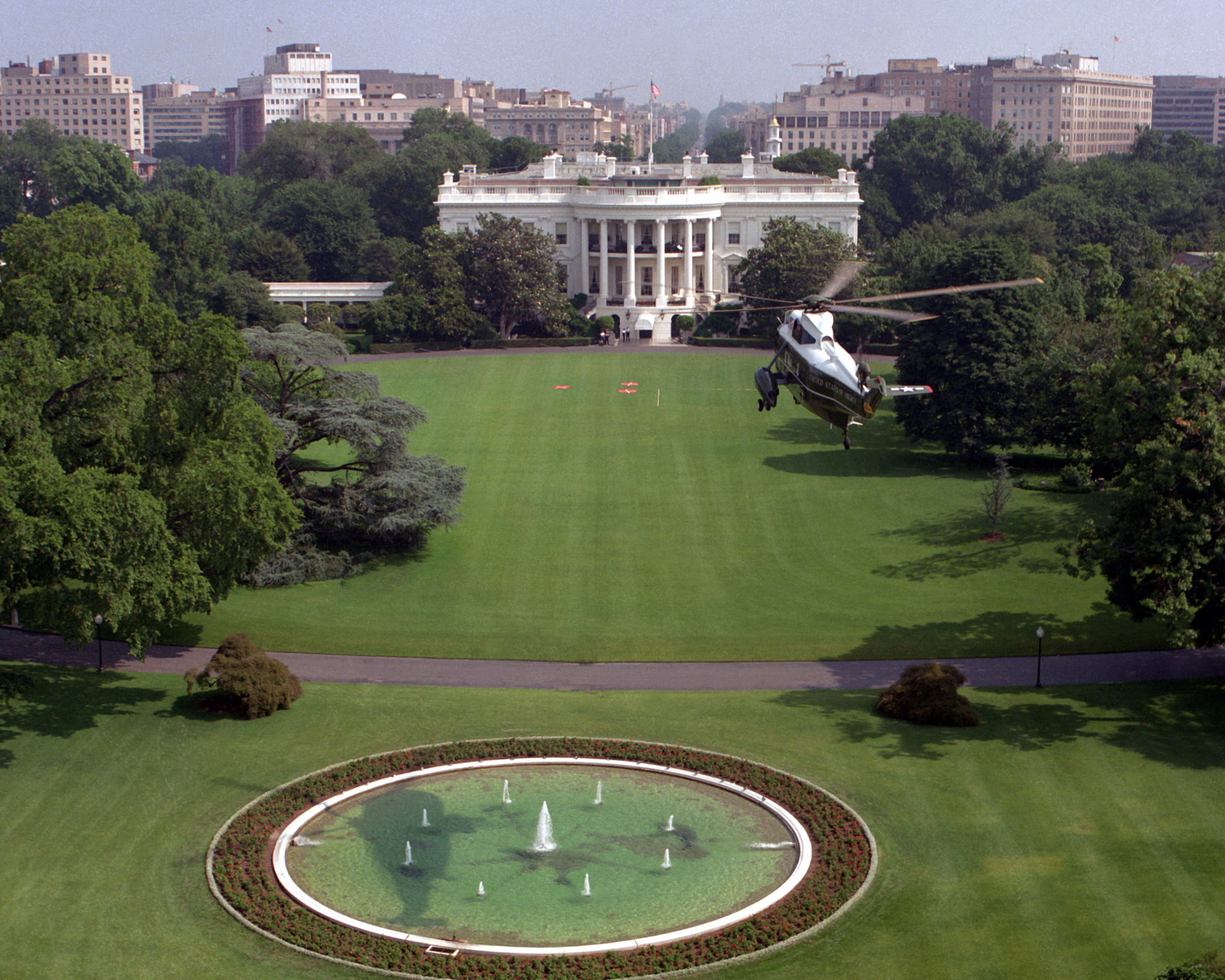
Vita huset med Marine One.

  - Naval Support Facility Thurmont, mer känd som Camp David, rekreationsbyggnad för USA:s president i Maryland.
  - Number One Observatory Circle, officiellt residens för USA:s vicepresident i Washington DC.
  - Vita huset, officiellt residens för USA:s president i Washington DC.
- Delstatsguvernörerna
  - Government House, officiellt residens för Marylands guvernör i Annapolis, Maryland.
  - Washington Place, officiellt residens för Hawaiis guvernör i Honolulu, Hawaii.
- Militären
  - Marine Barracks Washington, officiellt residens för USA:s marinkårskommendant.
  - Tingey House, officiellt residens för Chefen för USA:s flotta i Washington DC.

### Vatikanstaten
- Påvliga lägenheterna